# Embelia grayi
Embelia grayi är en viveväxtart som beskrevs av Sally T. Reynolds. Embelia grayi ingår i släktet Embelia och familjen viveväxter. Inga underarter finns listade i Catalogue of Life.